# Xenosoma nigromarginatum
Xenosoma nigromarginatum là một loài bướm đêm thuộc phân họ Arctiinae, họ Erebidae.